# Optikai csalódás

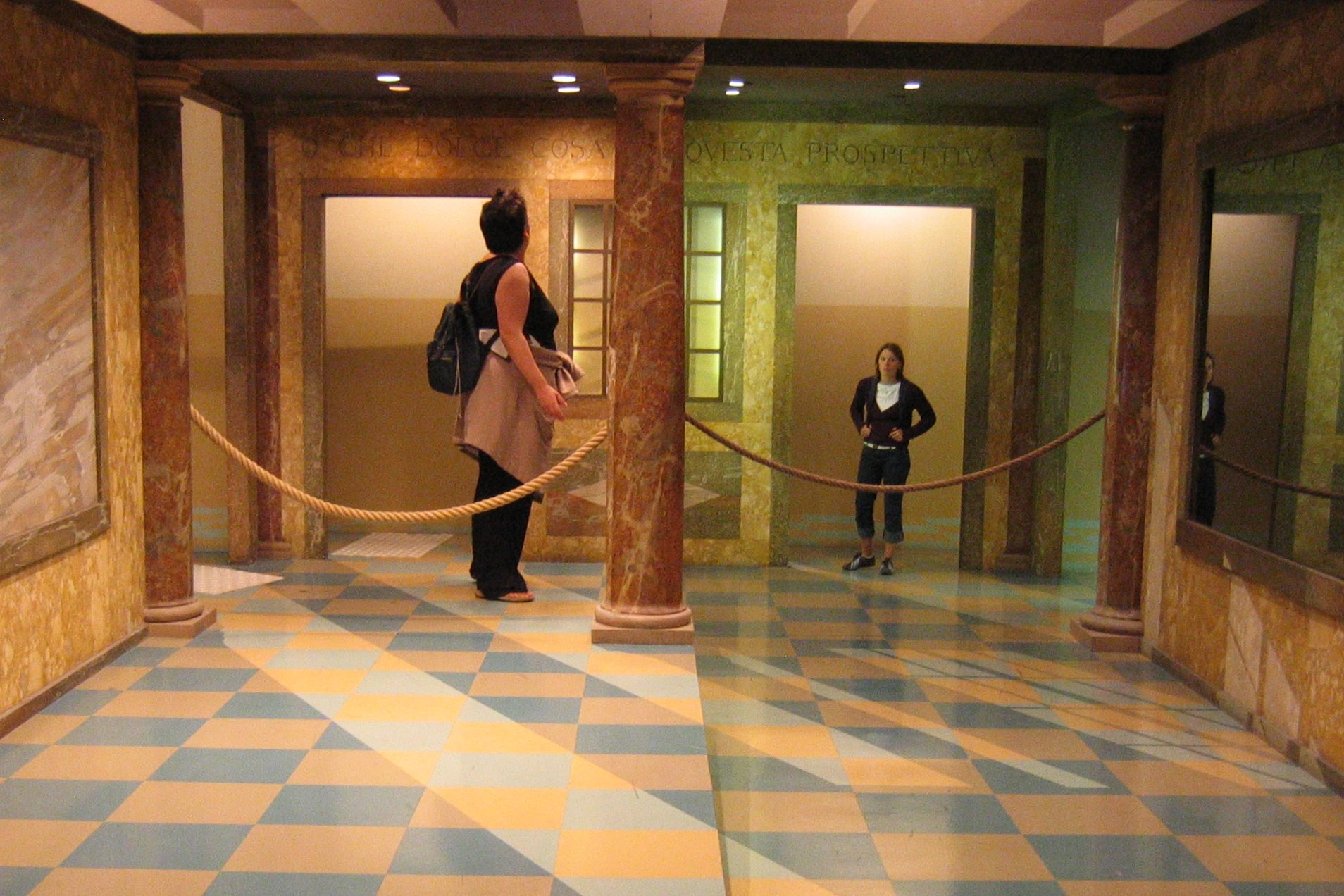
Az optikai csalódások egyik ismert példája, az Ames-szoba. A két ember valójában közel egyforma magas.

Egy optikai csalódást (más néven vizuális illúziót) vizuálisan észlelt képek jellemeznek, melyek eltérnek az objektív valóságtól. A szem által gyűjtött információ az agyban kerül feldolgozásra, hogy egy olyan észleletet adjon, ami nem egyezik az ingerforrás egy fizikai mértékével. Három fő típust különböztetünk meg: szó szerinti optikai csalódásokat, melyek olyan képeket hoznak létre, melyek különböznek azoktól a tárgyaktól, amelyek kiváltják őket; fiziológiai illúziókat, melyek hatást gyakorolnak a szemek és az agy egy jellegzetes típusának túlzott ingerlésére (világosság, dőlés, szín, mozgás); és kognitív illúziókat, ahol a szem és az agy tudattalan következtetéseket von le. Ezek „elme játékokként” is ismertek lehetnek.

## Fiziológiai illúziók
A fiziológiai illúziók, mint a ragyogó fényeket követő utóképek vagy a túlzottan hosszan váltakozó minták adaptálódó ingerei (feltételes perceptuális utóhatás), feltehetőleg hatást gyakorolnak a szemek és az agy egy jellegzetes típusának túlzott ingerlésére – világosság, dőlés, szín, mozgás stb. Az elmélet szerint az ingereknek egyéni meghatározott idegi útjai vannak a vizuális folyamat korai szakaszaiban, és csak egy, vagy egy néhány csatorna ismétlődő ingerlése okoz egy fiziológiás egyensúlybillenést, amely módosítja az észlelést.
A Hermann-rács illúzió és a Mach-sávok olyan illúziók, melyek a legjobban egy biológiai megközelítést használva magyarázhatóak meg. A laterális gátlást a retina receptív mezejében, ahol a világos és sötét receptorok versenyeznek egymással, hogy aktívvá váljanak, arra használták, hogy megmagyarázza, hogy miért látunk nagyobb fényerejű sávokat egy színkülönbség pereménél, amikor a Mach-sávokat nézzük. Ha már a receptor aktív, akkor gátolja a szomszédos receptorokat. Ez a gátlás ellentétet teremt, kiemelve a peremeket. A Hermann-rács illúzióban a gátló válasz miatt szürke pontok jelennek meg a metszéspontokban a megnövekedett sötét környezet eredményeként. A Hermann-rács illúzió megmagyarázására a laterális gátlást is használták, de megcáfolták. Az optikai csalódások újabb „empirikus” megközelítései némi sikerrel jártak az olyan optikai jelenségek megmagyarázásában, melyekkel a laterális gátláson alapuló elméletek küszködtek (pl. Howe és munkatársai, 2005).

## Kognitív illúziók
Hermann Helmholtz ötlete vetette fel először a 19. században, hogy a kognitív illúziók, melyekről feltételezték, hogy a világról alkotott hipotézisekkel együtt a kölcsönhatásokból származnak, „tudattalan következtetések” felé vezetnek. A kognitív illúziókat gyakran osztják fel a következők szerint: kettős jelentésű illúziók, torzító illúziók, paradox illúziók, vagy képzelt illúziók.
1. A kettős jelentésű illúziók olyan képek vagy tárgyak, melyek egy perceptuális „kapcsolót” váltanak ki az alternatív értelmezések között. A Necker-kocka egy jól ismert példa; egy másik példa erre az esetre a Rubin serleg.
2. A torzító illúziókat a méret, a hossz vagy a görbület torzulásai jellemzik. Egy feltűnő példa a kávéház-fal illúzió. Egy másik példa a híres Müller-Lyer-illúzió.
3. A paradox illúziókat olyan tárgyak váltják ki, melyek paradoxak vagy lehetetlenek, mint például a Penrose-háromszögben vagy a lehetetlen lépcsősorokban láthatjuk, például M. C. Escher Növekvő és csökkenő című munkájában és a Vízesésben. A háromszög egy olyan illúzió, mely egy kognitív félreértésen alapul, miszerint a szomszédos éleknek csatlakozniuk kell.
4. A képzelt illúziót úgy határozták meg, mint az olyan tárgyak érzékelését, melyek valójában nincsenek ott, csak egy megfigyelő észleli; például szkizofrénia vagy egy hallucinogén válthatja ki. Ezeket helyesebben hallucinációknak nevezzük.

## A kognitív illúziók magyarázatai

### Perceptuális szervezés

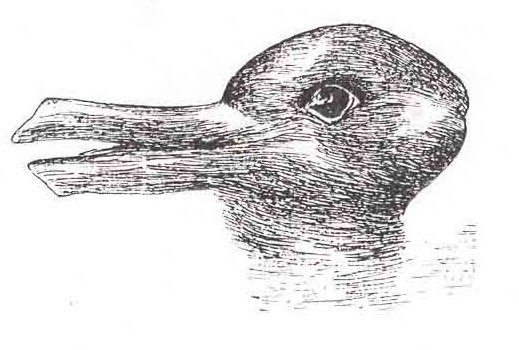
Kacsa-nyúl illúzió

Ahhoz, hogy a világot megértsük, fontos, hogy a bejövő érzékleteket értelmes információkká szervezzük. A Gestalt-pszichológusok úgy vélik, hogy az egyik módja annak, hogy ez megvalósuljon, az egyéni szenzoros ingerek észlelése, mint egy egységes egész által lehetséges. A Gestalt szerveződés több illúzió megmagyarázására használható, beleértve a kacsa-nyúl illúziót, ahol a kép egésze oda-vissza kapcsol hol kacsát, hol nyulat mutatva; és azt is megmagyarázza, hogy az alak-terület illúzióban miért cserélhető fel az alak és a terület.

Kanizsa-háromszög

Ezen túlmenően, a Gestalt-elmélet használható a Kanizsa-háromszög látszólagos kontúrjainak magyarázatára is. A lebegő fehér háromszög, amely nem létezik, látható. Az agy szükséglete, hogy ismert egyszerű tárgyakat lásson, és a tendenciája, hogy egy “teljes” képet hozzon létre különálló elemekből. A Gestalt szó “formát” vagy “alakot” jelent a német nyelvben. Ugyanakkor a Kanizsa-háromszög másik magyarázata az evolúciós pszichológián alapszik és a tényen, hogy a túlélés érdekében fontos volt, hogy lássunk formákat és éleket. A perceptuális szervezés gyakorlati alkalmazása, mely értelmet teremt az ingerekből, más jól ismert illúzióknak is az alapelve, beleértve a lehetetlen tárgyakat. Az agyunk értelmet ad az alakoknak és a szimbólumoknak, összetéve őket, mint egy képkirakós játék, megalkotva, ami nincs ott és azt, ami hihető.

### Mélység- és mozgásészlelés

Ponzo-illúzió

Az illúziók alapja lehet egy egyén azon képessége, hogy három dimenzióban lásson, annak ellenére, hogy a retinára vetült kép csak kétdimenziós. A Ponzo-illúzió egy olyan illúzióra példa, amely a mélységészlelés monokuláris jegyeit használja, hogy a szemet megtévessze.
A Ponzo-illúzióban az összetartó párhuzamos egyenesek azt mondatják az agynak, hogy a látómezőben magasabban fekvő kép távolabb található, tehát az agy a képet nagyobbnak érzékeli, bár a retinára vetülő két kép azonos méretű. A diorama/hamis perspektívában látható optikai illúzió kihasználja azt a feltételezést, mely a mélységészlelés monokuláris jegyein alapul. M. C. Escher Vízesés című festménye hasznosítja a mélység és a közelség szabályait, valamint a fizikai világ által teremtett illúzió értelmét.
Mint a mélységészlelés, a mozgásészlelés is több érzékszervi illúzióért felelős. Az animációs film azon az illúzión alapul, hogy az agy egy kissé eltérő képekből álló sorozatot érzékel, amelyeket egy gyors egymásutánban hoznak létre, mint egy mozgókép. Hasonlóképpen, ha úgy mozgunk, ahogyan mozognánk, ha egy járműben ülnénk, a körülöttünk lévő mozdulatlan tárgyak úgy tűnnek, mintha mozognának. Azt is észlelhetjük, hogy egy nagy tárgy, mint egy repülőgép, sokkal lassabban mozog, mint a kisebb tárgyak, például egy autó, bár a nagy objektum halad ténylegesen gyorsabban. A phi-jelenség egy másik példa arra, hogyan észleli az agyunk a mozgást, amelyet leggyakrabban szoros egymásutánban felvillanó fények hoznak létre.

### Szín- és fényerő állandóságok

A háttér színe sötét szürke és világos szürke árnyalatok között változik. A középen fekvő sáv szintén többszínűnek látszik, azonban az egyszínű.

A perceptuális állandóságok az illúziók forrásai. A szín állandóság és a fényerő állandóság felelősek azért a tényért, hogy egy ismert tárgy azonos színben jelenik meg, a róla visszaverődő fény mennyiségétől vagy színétől függetlenül. A szín- vagy kontrasztkülönbség egy illúziója létrehozható, ha megváltozik annak a területnek a fényerőssége vagy színe, amely körbeveszi a tárgyat. A tárgy kontrasztja sötétebbnek fog látszani egy fekete mezővel szemben, ami kevesebb fényt ver vissza, összehasonlítva egy fehér mezővel, annak ellenére, hogy a tárgynak magának nem változott a színe. Hasonlóképpen a szem ki fogja egyenlíteni a színárnyalattól függően a színkontrasztot a környező területen.

### Tárgyállandóság
Mint a szín esetében, az agynak megvan a képessége arra, hogy ismert tárgyakat értelmezzen, melyek egységes alakúak vagy méretűek. Például egy ajtót téglalapnak észlelünk, függetlenül attól, hogy hogyan változhat a kép a retinán, amikor az ajtó nyitva van vagy zárva. Az ismeretlen tárgyak viszont nem mindig követik az alakállandóság szabályait és megváltozhatnak, amikor megváltozik a perspektíva. Shepard változó asztal illúziója egy olyan illúzióra példa, amely az alakállandóság torzulásain alapszik.

### Jövő észlelés
Mark Changizi, aki a New York-i Rensselaer Polytechnic Institute kutatója, azt állítja, hogy az optikai illúziók egy idegi késés következtében jönnek létre, melyet a legtöbb ember megtapasztal ébrenléti állapotban. Amikor fény éri a retinát, körülbelül egy tizedmásodperc telik el, mielőtt az agy átalakítaná a jelet vizuális percepcióvá a világról. A tudósok számára ismert a késés, mégis vitatkoznak afelett, hogy az emberek hogyan kompenzálják azt; néhány javaslat szerint, a motoros rendszerünk valamiképpen módosítja a mozgásainkat, hogy ellensúlyozza a késedelmet.
Changizi állítja, hogy az emberi látórendszer olyan módon alakult ki, hogy kompenzálja az idegi késéseket, létrehozván olyan képeket, hogy mi fog történni egy másodperc tizedrésze alatt a jövőben. Ez az előkép teszi képessé az embereket arra, hogy reagáljanak a jelen eseményeire. Ez teszi lehetővé az emberek számára, hogy visszaható cselekedeteket hajtsanak végre, mint egy repülő labdát elkapni, és könnyedén keresztül manőverezni egy tömegen. Akkor jelentkeznek illúziók, amikor az agyunk megkísérli észlelni a jövőt, és ezek az észleletek nem egyeznek a valósággal. Például, az úgynevezett Hering-illúzió úgy néz ki, mintha egy központi pont körül kerékpárküllők lennének, függőleges vonalakat alkotva minden oldalán ennek a központnak, amit eltűnési pontnak is neveznek. Az illúzió rászed minket, hogy azt gondoljuk, hogy mi mozgunk előrefelé, és ezért bekapcsolja a jövőt látó képességünket. Mivel valójában nem mozgunk és az alak állandó, tévesen az egyenes vonalakat görbének észleljük.
Changizi:
“Az evolúció látta, hogy a geometriai rajzok, mint ez, előérzeteket csal ki belőlünk a közeljövőt illetően. Egy eltűnési pont (a küllők) felé összetartó egyenesek olyan célzások, amelyek megtévesztik az agyunkat, arra a gondolatra késztetve minket, hogy mi mozgunk előrefelé – ahogyan a való világban tennénk, ahol az ajtókeret (egy pár függőleges egyenes) összeérni látszik, ahogy áthaladunk rajta - és megpróbáljuk észlelni, hogy az a világ hogyan fog kinézni a következő pillanatban.”

## Művészek
Az optikai illúziókat használják a művészek is, beleértve a következőket: M. C. Escher, Bridget Riley, Salvador Dalí, Giuseppe Arcimboldo, Marcel Duchamp, Oscar Reutersvärd, Victor Vasarely és Charles Allan Gilbert. Néhány kortárs művész is kísérletezik illúziókkal, többek között Octavio Ocampo, Dick Termes, Shigeo Fukuda, Patrick Hughes (művész), Orosz István, Rob Gonsalves és Akiyoshi Kitaoka. Az optikai csalódást a filmekben is használják a mesterséges perspektíva technikája által.

## Kognitív folyamatok hipotézis

A táncoló alak forgása egyaránt látható az óramutató járásával egyező és ellentétes irányban

A hipotézis szerint a vizuális illúziók az idegi kör miatt léteznek az idegi tanulás által egy rendszerré kifejlődve a látórendszerünkben, amely rendszer nagyon hatékonyan értelmezi a szokásos háromdimenziós tereket, melyek a leegyszerűsített modellek megjelenésére alapoznak az agyunkban, melyek felgyorsítják az értelmezési eljárást, de okot adnak az optikai csalódásokra szokatlan helyzetekben. Ebben az értelemben a kognitív folyamatok hipotézist az optikai csalódások megértésének kereteként tekinthetjük, mint ahogy az elképzelés aláírása tapasztalati statisztikai módon kialakult, hogy megoldja az inverz problémát.
A kutatások azt mutatják, hogy a háromdimenziós látási képességek a mozgások tervezésével közösen jelennek meg és együtt tanultak. Egy hosszú tanulási folyamat után felbukkan a világ egy belső reprezentációja, amely megfelelően alkalmazkodik az észlelt jelhez, amely a közelebbi tárgyakból érkezik. A horizonthoz közelebb eső távoli tárgyak reprezentációi kevésbé “megfelelőek”. Valójában nem csupán a Hold az, ami nagyobbnak tűnik, amikor felismerjük a horizont közelében. Egy távoli tájról készült fényképen az összes távoli tárgyat kisebbnek észlelünk, mint amikor megfigyeljük őket közvetlenül a látásunkat használva.
A retinális kép a látáshoz vezető fő forrás, de amit látunk, az az előttünk levő térnek egy “virtuális” háromdimenziós reprezentációja. Nem látjuk a világ fizikai képét. Tárgyakat látunk; és a fizikai világ nem önmaga vált szét tárgyakká. Aszerint látjuk a tárgyakat, miként az agyunk rendezi őket. A tárgyak nevei, színei, megszokott formái és egyéb információi, amelyeket látunk, azonnal felbukkannak az idegi körünkből és befolyásolják a téri reprezentációt. “Látjuk” a legfontosabb információkat a legjobb háromdimenziós kép elemeiről, amelyet az idegi hálózatunk létrehozhat. Akkor keletkeznek illúziók, amikor a látvány tudattalan elemzését tartalmazó “ítéletek” ellentétben állnak az észszerű szempontokkal.